# Косатцюваті
Косатцюваті, або справжні метелики, або денні метелики (Papilionoidea) — надродина лускокрилих, що містить яскраво забарвленних метеликів, які найчастіше зустрічаються вдень. Відомо більше 13,700 видів (Robbins, 1982).

## Опис

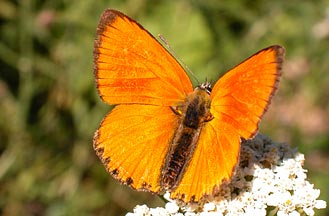
Lycaena virgaureae

Відмітною ознакою представників родини є булавовусі антени (вусики). Гусениці при обертанні в лялечку не прядуть кокон. Проте їх традиційна назва не зовсім відповідає реальності, оскільки серед них зустрічаються і види активні у сутінках, а денні є і серед інших лускокрилих (наприклад, Uraniidae, Zygaenidae, Castniidae). Крім того, денні лускокрилі відомі серед Castniidae і Zygaenidae.

## Поширення
Зустрічаються на усіх материках, окрім Антарктиди і віддалених островів. Найрізноманітніші в тропіках. У Європі понад 550 видів.

## Філогенія
Споріднені стосунки між родинами досліджені як на морфологічному, так і на молекулярно-генетичному рівнях (Kristensen 1976, de Jong et al. 1996, Ackery et al. 1999, Wahlberg et al. 2005). На їх основі ближчими вважаються родини Lycaenidae і Riodinidae, а вони разом відповідно ближче до родини Nymphalidae. Уся їхня клада сестринська до родини Pieridae, а до кореня загального їх стовбура ближче Papilionidae.
Передбачувані зовнішні філогенетичні стосунки Papilionoidea виглядають таким чином:

| Rhopalocera | \| \| Papilionoidea (Денні метелики) \| \| \| \| \| \| Hesperiidae (Головчаки) \| \| \| \| \| \| Hedylidae \| \| \| \| |
|             | \| \| Papilionoidea (Денні метелики) \| \| \| \| \| \| Hesperiidae (Головчаки) \| \| \| \| \| \| Hedylidae \| \| \| \| |
|             | Papilionoidea (Денні метелики)                                                                                         |
|             | |
|             | Hesperiidae (Головчаки)                                                                                                |
|             | |
|             | Hedylidae |
|             | |

## Класифікація

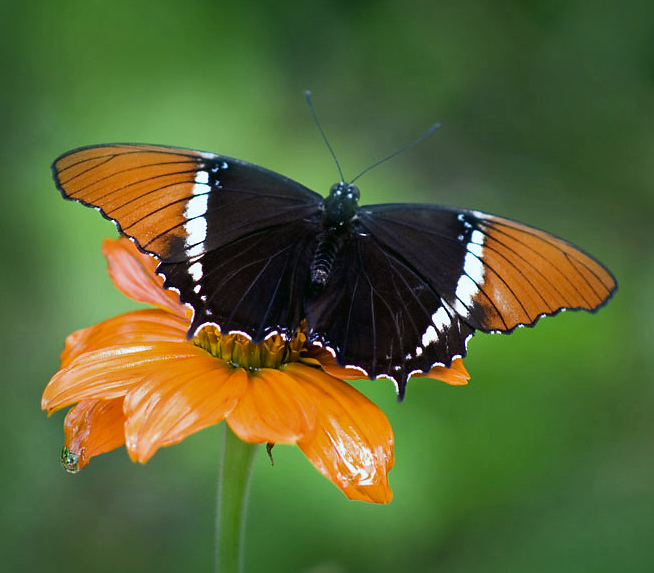
Siproeta epaphus

Іноді надродина Papilionoidea (у широкому сенсі) включає і головчаків у вигляді серії Hesperiiformes (родина Hesperiidae), а власне денні метелики відносять до серії Papilioniformes (чи Papilionoidea у вузькому сенсі).
- Надродина Справжні метелики (Papilionoidea) :
  - Родина Косатці (Papilionidae) — 600 видів
  - Родина Біланові (Pieridae) — 1100 видів
  - Родина Синявцеві (Lycaenidae) — 6000 видів
  - Родина Сонцевики (Nymphalidae) — 6000 видів
  - Родина Ріодініди (Riodinidae) — 1000 видів